# Schatten-IT
Der Begriff Schatten-IT (oder Shadow IT) beschreibt informationstechnische Systeme, Prozesse und Organisationseinheiten, die in den Fachabteilungen eines Unternehmens neben der offiziellen IT-Infrastruktur und ohne das Wissen des IT-Bereichs angesiedelt sind. Schatten-IT-Instanzen sind somit weder technisch noch strategisch in das IT-Service-Management der Organisation eingebunden, das heißt weder im (IT-Asset- &) Configuration-Management noch im IT-Serviceportfolio berücksichtigt.

## Teilaspekte
Unter dem Oberbegriff Schatten-IT können verschiedene Teilaspekte unterschieden werden:
- Die Nutzung von Social Software, zur Kommunikation von Benutzern über arbeitsrelevante Themen. Teilweise werden über diesen Kanal auch vertrauliche Informationen verteilt.[3]
- Die Verwendung von IT-Services, die von Dienstleistern außerhalb des Unternehmens angeboten werden. Dazu können Webmail-Services zählen sowie komplexe Angebote wie Software as a Service oder Cloud Services.[3]
- Die Entwicklung und der Betrieb von Applikationen durch Fachabteilungen in eigener Regie. Dies beinhaltet zum Beispiel den recht häufigen Fall einer eigenentwickelten Excel- oder Access-basierten Anwendung;[4] in den letzten Jahren sind zudem eigenentwickelte Business-Intelligence-Anwendungen[5] hinzugekommen.
- Die Einbindung von Hardware, die nicht in den offiziellen IT-Katalogen enthalten ist. Dazu zählen beispielsweise PCs, Drucker oder Router, die von der Fachabteilung direkt im Einzelhandel beschafft werden.
- Die Einbindung privater Smartphones und Tablet-PCs inklusive der entsprechenden Apps in die Unternehmensnetzwerke.[6]
- Aufbau eigener Supportstrukturen in den Fachabteilungen, wenn sich beispielsweise Kollegen untereinander bei Hard- und Softwareproblemen unterstützen.

## Ursachen
Grundsätzlich entsteht Schatten-IT, wenn die von der IT-Abteilung angebotenen Services nicht den Anforderungen der Fachabteilungen genügen. Die Ursachen für diese Lücke können folgendermaßen aussehen:
Probleme in der Abstimmung von IT und Fachabteilung:
- Schlechte organisatorische Abstimmung von IT und Fachabteilung: Wenn keine eindeutigen Verantwortlichkeiten bei der Betreuung der Fachabteilungen durch die IT existieren,[8] sehen sich diese dazu veranlasst eigene Lösungen zu entwickeln.
- Unangebrachte Koordinationsmechanismen bei der IT-Steuerung, wie z. B. zu starre Budgets oder unzureichende Transparenz bei den IT-Verrechnungspreisen, führen dazu, dass die offizielle IT durch Schatten-IT in den Fachabteilungen ersetzt wird.
- Eine zu geringe Formalisierung der Zusammenarbeit zwischen IT und Fachabteilung kann zu einem Eigenleben in den Fachabteilungen führen, durch welches die Entwicklung von Schatten-IT hervorgeht. Auf der anderen Seite kann eine zu hohe Formalisierung dazu führen, dass die Anwender sich den rigiden Prozessen des Demand Managements  entziehen[9] und eigene Lösungen erstellen.
- Bei einer unzureichenden Gestaltung des IT-Outsourcings kann durch die Schaffung von Schatten-IT ein verdecktes Insourcing stattfinden.

Kontextfaktoren in der IT:
- Durch personelle oder finanzielle Ressourcenengpässe in der IT werden oft Projektanfragen aus den Fachbereichen zurückgestellt. Dies gilt auch für den Fall, wenn in der IT das notwendige Know-how fehlt. Häufig behelfen sich Fachabteilungen in diesen Fällen mit der Eigenentwicklung der Leistungen.
- Neue Informationstechnologien (z. B. Cloud-Computing wie Software as a Service (SaaS), Platform as a Service (PaaS), Infrastructure as a Service (IaaS), Business Process as a Service (BPaaS)) erleichtern den Zugang zu Software-Anwendungen außerhalb des offiziellen IT-Bereichs.

Kontextfaktoren in den Fachabteilungen:
- Eine hohe Autonomie in den Fachabteilungen kann sich auf den Bereich der IT ausdehnen.
- Mergers & Acquisitions: Unternehmen, die eine umfangreiche M&A-Historie aufweisen, haben oftmals einen geringeren organisatorischen Zusammenhalt; dadurch sind Fachabteilungen eher bereit unabhängig von der zentralen IT zu agieren.
- Dezentrale Organisationsformen: Eine räumlich stark verteilte Organisation führt naturgemäß zu Einschränkungen im IT-Support. Hierdurch wird die informationstechnische Eigeninitiative gefördert, die sich in Schatten-IT niederschlagen kann.
- Externe Einflüsse aus dem Unternehmensumfeld: Unternehmen können z. B. durch Hausbanken, Kunden oder Lieferanten dazu gezwungen sein, IT-Systeme Dritter zu verwenden. Häufig erfolgt dies allein durch die Fachabteilungen ohne Unterstützung des IT-Bereichs.
- Die steigende Technologie-Affinität der Mitarbeiter (Digital Natives) fördert die Entwicklung von Schatten-IT.[10]

## Auswirkungen
Mit Schatten-IT sind positive und negative Auswirkungen verbunden:
Risiken:
- Probleme im Hinblick auf Datensicherheit, -integrität und -schutz durch eine oftmals weniger professionell durchgeführte Entwicklung.[7]
- Compliance-Konflikte: Schatten-IT kann zur Etablierung von Prozessen führen, die bestehende Compliance-Regeln verletzen. Außerdem stellt Schatten-IT selbst einen Verstoß gegen unternehmensinterne Regeln dar.
- Schatten-IT-Anwendungen werden definitionsgemäß nicht vom IT-Service-Management betreut. Da die Fachabteilung dies nicht übernimmt und die Schatten-IT-Anwendungen häufig technologisch betrachtet qualitativ schlechter als professionell entwickelte Systeme sind, besitzen sie somit eine geringe Zukunftsfähigkeit. Eine Planung von IT-Architektur und IT-Kapazitäten ist kaum möglich.[2]
- Der geringe Grad an Professionalität führt oftmals zu einer wirtschaftlichen Ineffizienz der Prozesse und Systeme.
- Sourcing-Entscheidungen werden durch die Schaffung von Schatten-IT untergraben: Offiziell ausgewählte Outsourcing-Partner werden übergangen, was ein hohes Risikopotenzial hinsichtlich von Vertragsstrafen birgt.
- Die Beschäftigung von Mitarbeitern in den Fachabteilungen mit IT-Themen kann negative Auswirkungen auf die Gesamtperformance des Unternehmens haben, da sich diese Mitarbeiter nicht mit ihren Hauptaufgaben beschäftigen.
- Andere IT-Services können von Schatten-IT gestört und deren Verfügbarkeit beeinträchtigt werden.[2]
- Dadurch, dass Schatten-IT nicht ins Releasemanagement eingebunden ist, können Migrationen und andere Veränderungsmaßnahmen (wie auch z. B. Security-Updates) behindert werden.[2]
- Die Benutzerzufriedenheit kann durch Folgeprobleme der Verfügbarkeit und des Supports der Schatten-IT ebenfalls negativ beeinflusst werden.[2]

Chancen:
- Hohe IT-Innovationsrate: Die Auseinandersetzung der Fachbereiche mit den Chancen von IT und die Erkennung eines zusätzlichen Nutzens für ihre Prozesse, führt sie unter den entsprechenden Rahmenbedingungen zur Entwicklung von Schatten-IT. Für die IT-Abteilungen hingegen ergeben sich aufgrund ihrer Distanz zum operativen Geschäft Probleme, dieses Innovationspotenzial aufzudecken. Folglich finden Innovationen über Schatten-IT sehr schnell ins Unternehmen.[5]
- Die Schatten-IT-Lösungen sind sehr aufgabenorientiert und haben eine starke Fokussierung auf die internen Prozesse der Fachabteilung. Dies kann zu einer Verbesserung der Prozesse führen.
- Schatten-IT-Lösungen führen durch ihre Nähe zu den Bedürfnissen der Anwender zu einer wachsenden Benutzerzufriedenheit mit der IT-Unterstützung im Unternehmen insgesamt.[11] Dadurch, dass der Bewilligungsprozess fehlt, sind Schatten-IT-Lösungen außerdem flexibel und schnell anpassbar.[2]
- Untersuchungen haben gezeigt, dass die Identifikation mit den genutzten Produkten sehr hoch sein kann, was zu steigender Motivation führt.[2]